# Copelatus duponti
Copelatus duponti är en skalbaggsart som beskrevs av Aubé 1838. Copelatus duponti ingår i släktet Copelatus och familjen dykare. Inga underarter finns listade i Catalogue of Life.